# Garita Internacional de Otay
La Garita Internacional de Otay, es el puerto fronterizo entre Estados Unidos y México ubicado entre las zonas de Otay Mesa (San Diego) y Mesa de Otay (Tijuana). Es el tercer cruce más transitado de California, después de la Garita Internacional de Calexico Oeste y de San Ysidro y la cuarta más grande del país.
Además del cruce de personas, también es la aduana comercial

## Historia
El 24 de enero de 1985, el 25º cruce fronterizo entre Estados Unidos y México abrió oficialmente en Mesa de Otay después de 17 años de planificación. Menos de 20 coches cruzaron entre los dos países ese primer día.  En el lugar estuvieron presentes el alcalde de San Diego Roger Hedgecock y Víctor García-Lizama, representante del director de Aduanas en México, entre otros. 
Durante al menos 20 años, los funcionarios se preocuparon por la congestión de tráfico en el cruce de San Ysidro. Solo en 1984, más de 37 millones de personas cruzaron la frontera en San Ysidro. Los esfuerzos para construir un segundo cruce en San Diego comenzaron en 1969.

A pesar de que los problemas de tráfico eran conocidos, la instalación no fue autorizada por la Cámara de Representantes de Estados Unidos hasta 1980 y por el Senado en 1981. Los funcionarios mexicanos otorgaron un contrato para la construcción del lado mexicano del cruce a finales de 1983.
Debido a la pandemia global del Covid-19, la garita, así como en otros puntos del país, permaneció cerrada para cruces no esenciales. El acontecimiento se dio del 21 de marzo de 2020 hasta el 8 de noviembre de 2021, siendo casi 20 meses de cierre parcial.
El 18 de febrero de 2022, autoridades de la CBP cerraron la garita internacional tras un intento de un grupo de personas de cruzar ilegalmente hacia Estados Unidos.
|                                           |  |                                    |
| Oeste: Garita Internacional de San Ysidro |  | Este: Garita Internacional Otay II |
|                                           |  |                                    |